# Schöllenen-szoros

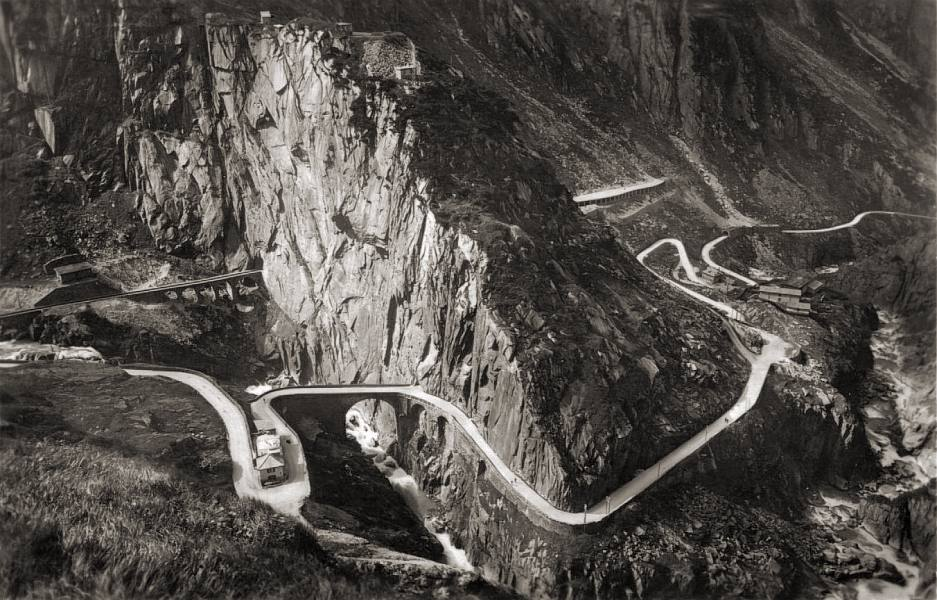
Schöllenen, 1934

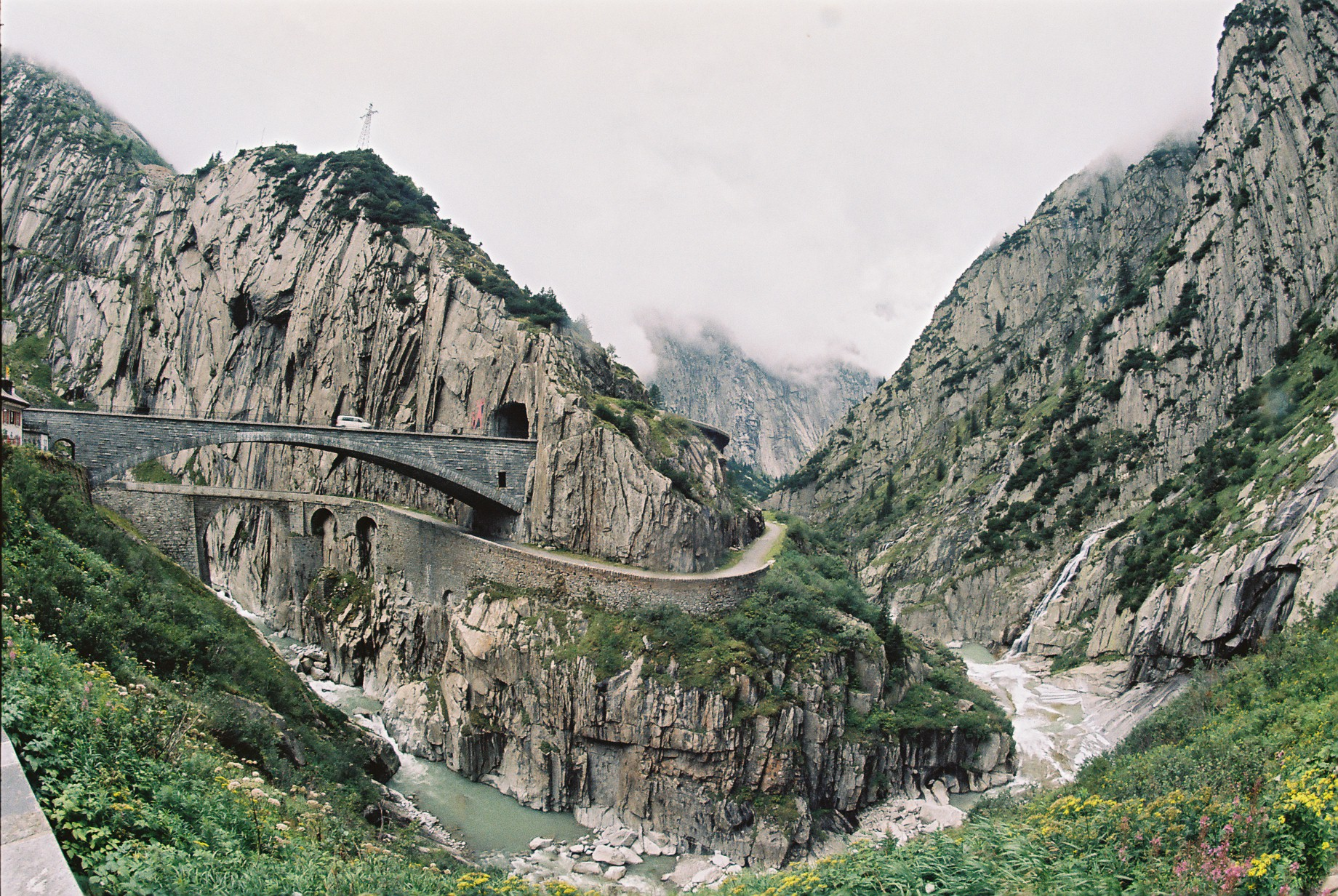
Schöllenen-szoros a hidakkal

A Schöllenen-szoros a svájci Uri kantonban Göschenen (északon) és Andermatt (délen) között található meredek falú, a Reuss-folyó vájta völgy. A vad szoros idők emlékezete óta nehezen áthidalható akadályt jelentett az Uri és Tessin kantonokat összekötő Szent Gotthárd-hágó felé vezető úton.

## Nevének eredete
Régen csupán egy a sziklába vésett lépcsős út vezetett a Bätz-hegytől a Schöllenen-szorosig. A hely neve, ahol az út eléri a szorost Steiglen, ami megfelel a latin scalineae (= lépcső) szónak. Az hogy a név egy latin szóból ered azt bizonyítja, hogy már a rómaiak is ismerték és használták a Bätz-hegyi utat.

## Történelem

### Twärren-híd
Mielőtt az első híd megépülhetett volna a Reuss fölött, a szoros meredeken a mélybe zuhanó sziklafalait meg kellett tudni közelíteni, de a majdnem függőleges sziklák lehetetlenné tették egy biztonságos út kiépítését. A legenda szerint egy kovácsnak az az ötlete támadt, hogy láncokat rögzítsenek a sziklafalba, amiken fadeszkákat csúsztattak keresztül: ezek a deszkák alkották a hidat.
Egy másik teória szerint a sziklába vájt mélyedésekbe keresztgerendákat erősítettek, amik az egész szorost átívelték,  és ezekre rakták az átkelő-stéget alkotó deszkákat (Twär = átlós, haránt, keresztben), ami emberek és teherhordó állatok számára is járható volt.
Valószínűleg az Urseren-völgyben letelepedett walsereknek (ősi germán eredetű lakosság) kulcsfontosságú szerepe volt a szakadékon keresztül vezető út kiépítésében: feltételezik, hogy már a meredek völgyekkel tarkított Wallisban megfelelő technikai tapasztalatot szereztek a vízvezetékek (suone), valamint az utak és hidak építésében; sok éves vándorlásuk során tudásukat magukkal vitték más területekre is. A híd megvalósulásának pontos dátuma nem ismert; az első a Gotthárdot átszelő út leírása 1234-ből származik.  A Schöllenen megnyitásával a gyalogút három órával rövidült meg a hágón. Ahhoz hogy a hidat rendszeren javítani tudják kiirtották a felső Reuss-völgy fáit.  A 60 méter hosszú Twärren-híd 1707-ig maradt meg: ekkor a megáradt Reuss magával ragadta.

### Az első Ördög-híd (Teufelsbrücke)
Az első fahíd a Reuss fölött 1230-ban készült. 1595-ben egy masszív kőhíddal helyettesítették, amit viszont a dühöngő Reuss 1888. augusztus 2-án szétrombolt. A folyó bal oldalán még látható az egykori híd alapjai.

### Az első alagút: az Urnerloch[1]
Miután a hidakat és átkelő stégeket a Reuss újból és újból megrongálta, más megoldást kerestek a szoroson át vezető forgalom lebonyolítására. Fennmaradt egy okmány, amely a hegy áttörése mellett dönt – a híd faanyagát a továbbiakban megsporolandó: „Nachdem durch ein yberschwänchlich waszerflusz die brig, so von holz war, hinweg genommen, so ist mit Einsatz unsern gnäd. Herren von Ury Erachtet worden, durch den gählingen bärg zuo brächen, damit fürderhin die groszennkösten gedachter Holzinen Erspahrt werde.”
1707. szeptember 20-án Pietro Morettini, a Maggia-völgyből származó erőd-építőmester megbízást kapott egy új, a sziklákon keresztül vezető út („neuwe Strass durch den lebendigen Felssen”) építésére. A szerződés értelmében a munkálatokat két héten belül el kellett kezdeni és úgy befejezni, hogy legkésőbb 1709 tavaszán akadálymentesen és szabadon lehessen rajta közlekedni. A szerződést Morettini és az Urseren-völgy nevében Johannes Russi (az Urseren-völgy vezetője 1700-1702 között) írta alá.
Az első Alpokon keresztül vezető, 64 méter hosszú alagutat 11 hónap alatt készítették el: 1708. augusztus 15-én került átadásra. Az alagút megvalósítására fordított összeg a tervezettnél sokkal több lett: a szerződés 1680 francia tallérban rögzíti az építkezés költségét, de a tényleges kiadás 3080 tallérra rúgott. Urseren fizetett ugyan, de ennek fejében emelte a vámot amíg a kiadások nem fedeződtek. Az Urnerloch megépítése soha nem látott fellendülést hozott a közvetlen észak-déli Alpok-hágónak.

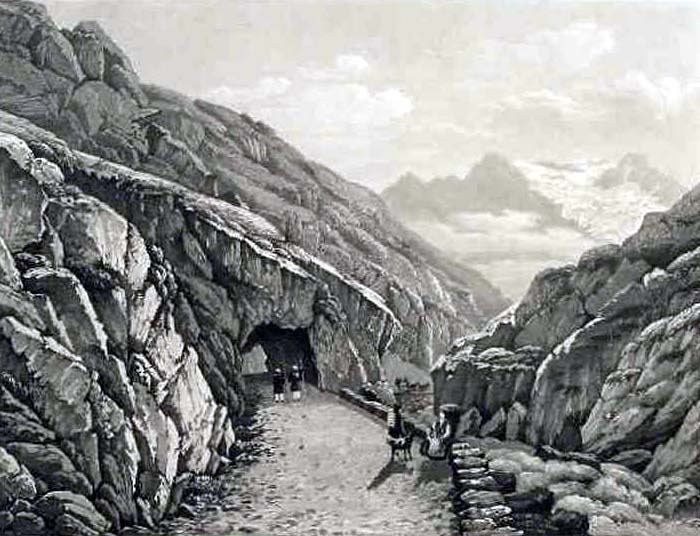
Az Urnerloch
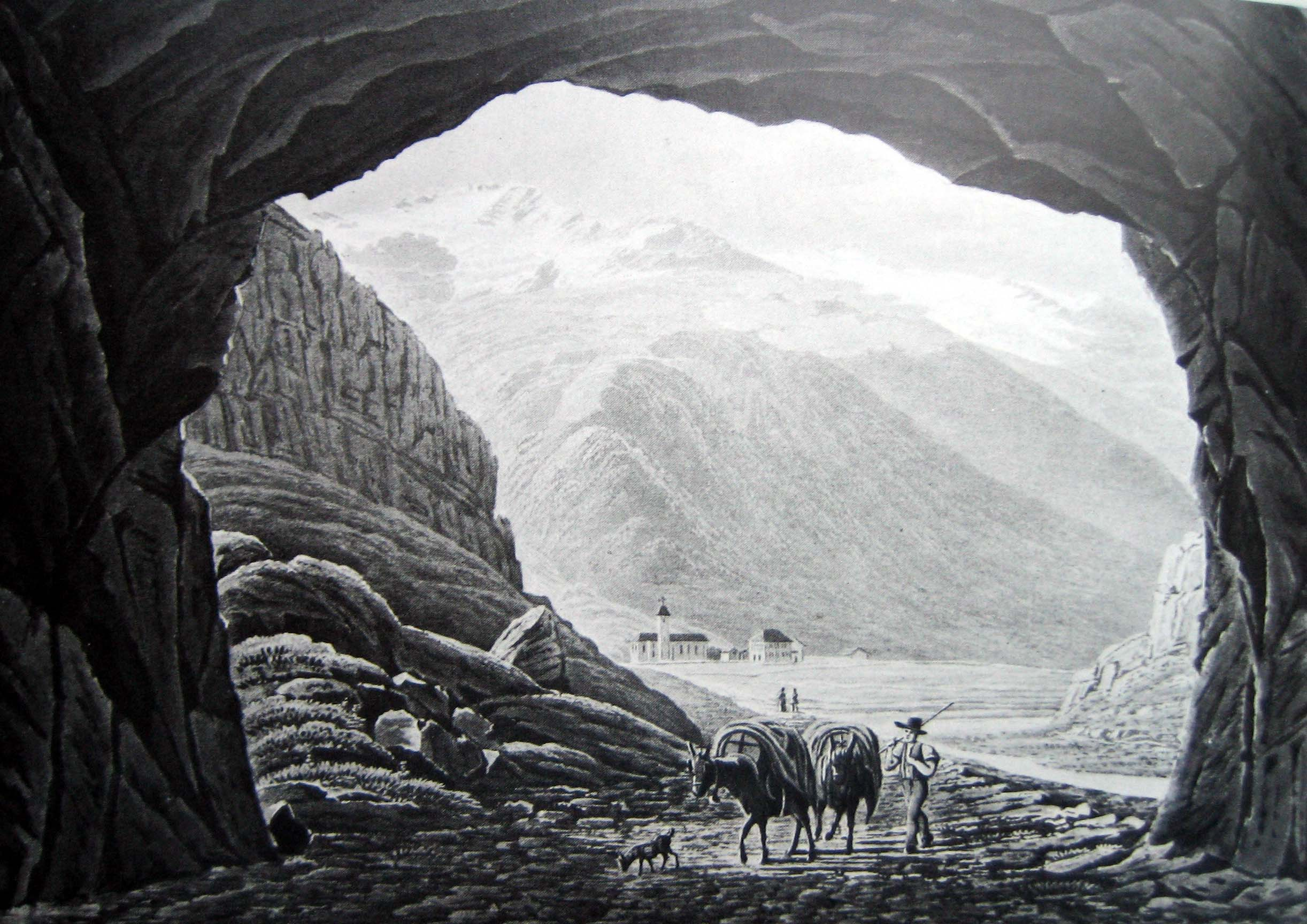
Az Urnerloch kijárata
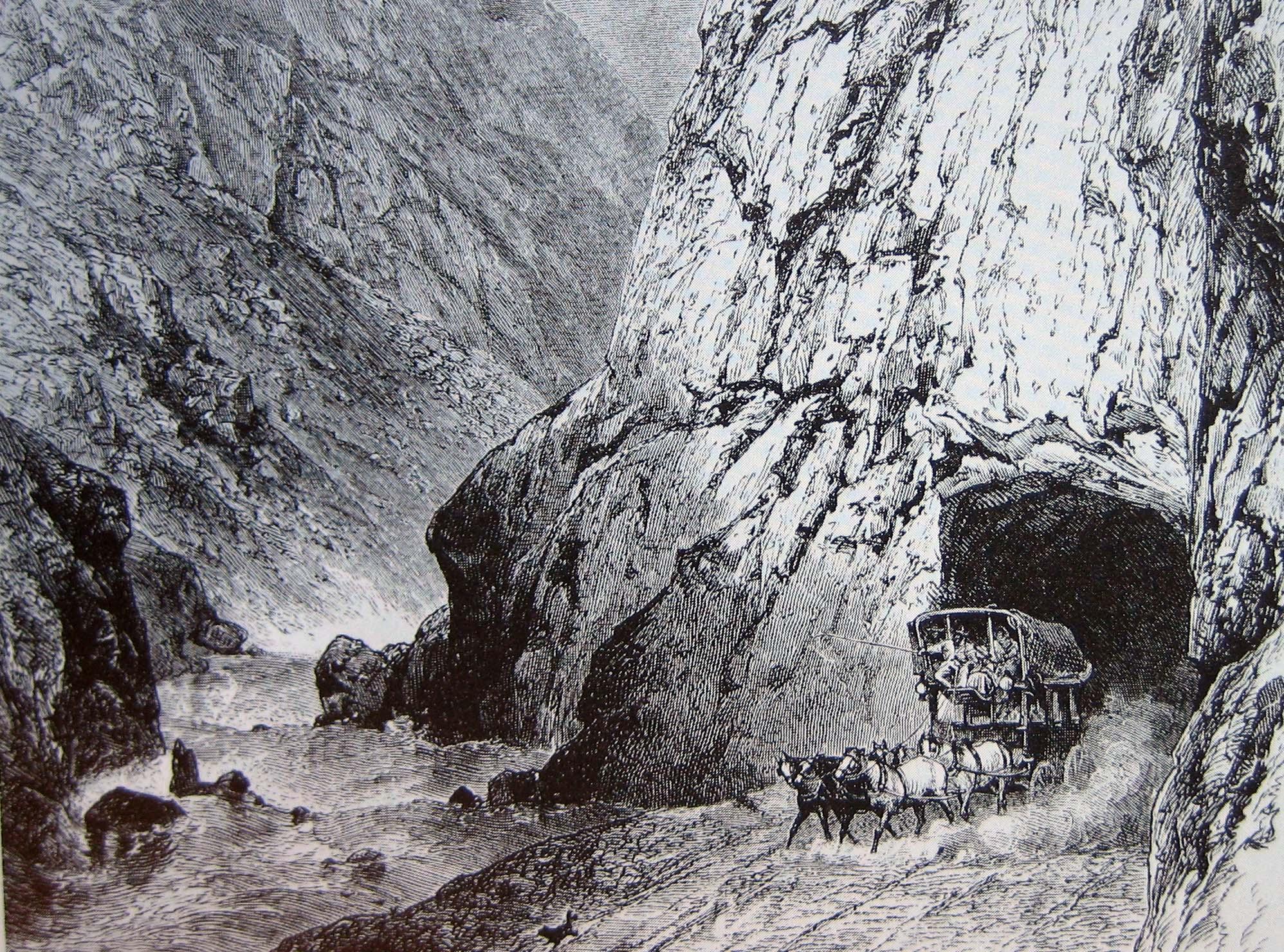
Postakocsi az Urnerlochnál
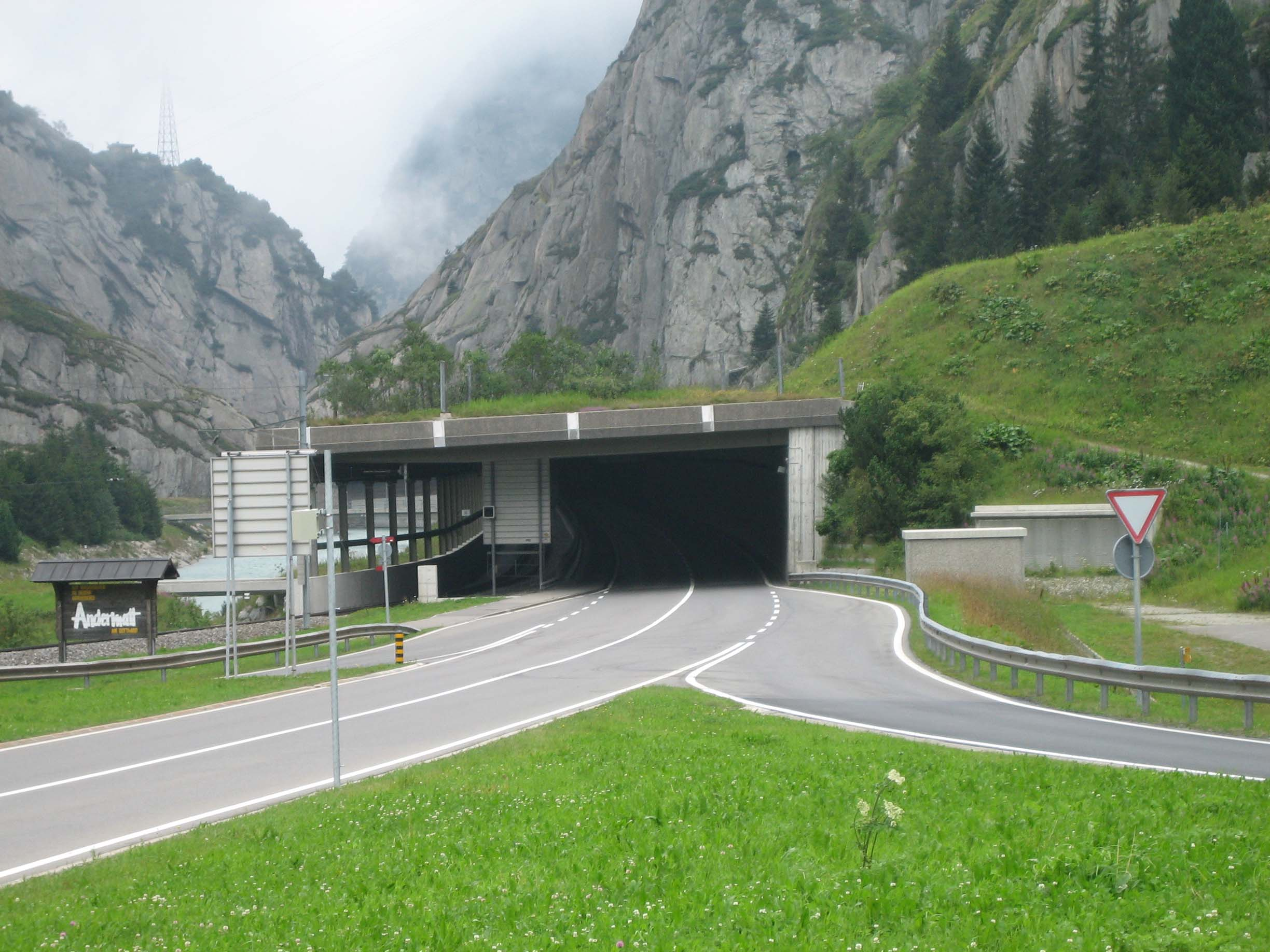
Urnerloch, 2007

### Napóleoni háborúk
A második koalíciós háború idején a Schöllenen-szoros közelében 1799. szeptember 25-én összecsapásra került sor a Claude-Jacques Lecourbe vezette francia csapatok és a Szuvorov tábornok parancsnoksága alatt álló orosz sereg között. A harcok során az első Ördög-híd jelentősen megrongálódott és járhatatlanná vált. Mintegy 30 évvel később helyettesítették egy másikkal.
Az Ördög-híd közelében található az 1899-ben Szuvorov és az elesett katonák tiszteletésre felállított Szuvorov-emlékmű.

### A második Ördög-híd
A háborús időszak után Uri kanton pénzhiány miatt nem tudott gondoskodni az utak és hidak helyrehozataláról; a déli irányba haladó forgalom főleg a Splügen-hágón bonyolódott le. Csak 1820-ban került sor egy második Ördög-híd megépítésére irányuló szerződéskötésre: az építkezés 10 évig tartott és a híd még ma is létezik.

### A harmadik Ördög-híd
A második híd a 20. század közepén nem bírta a modern közlekedés terhét. 1958-ban a második híd közvetlen közelében felépítették a kétsávos, harmadik Ördög-hidat. A híd fölött a sziklafalon az Uriból származó festőművész Heinrich Danioth markáns ördög-képe díszeleg.

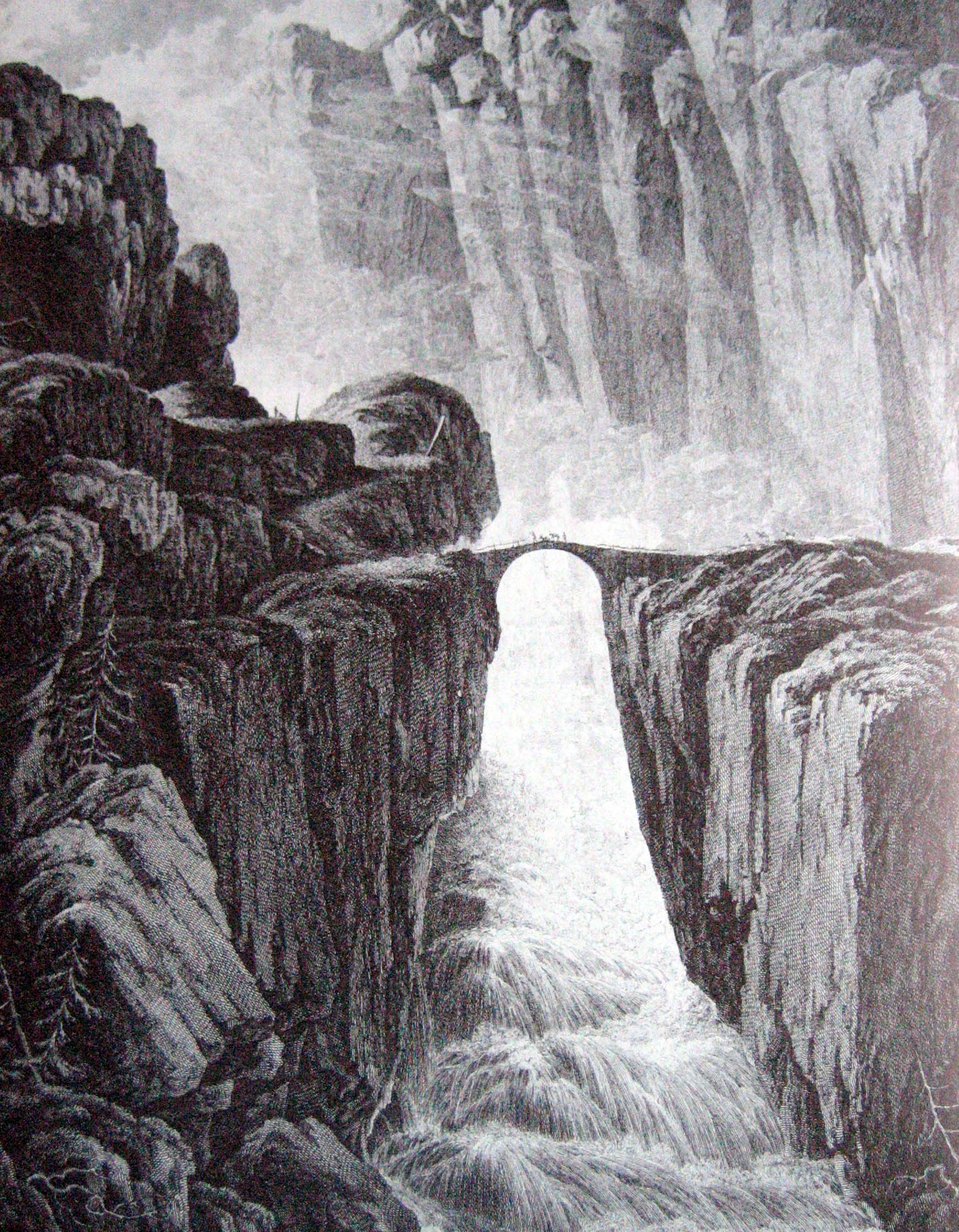
Ördög-híd, 1780
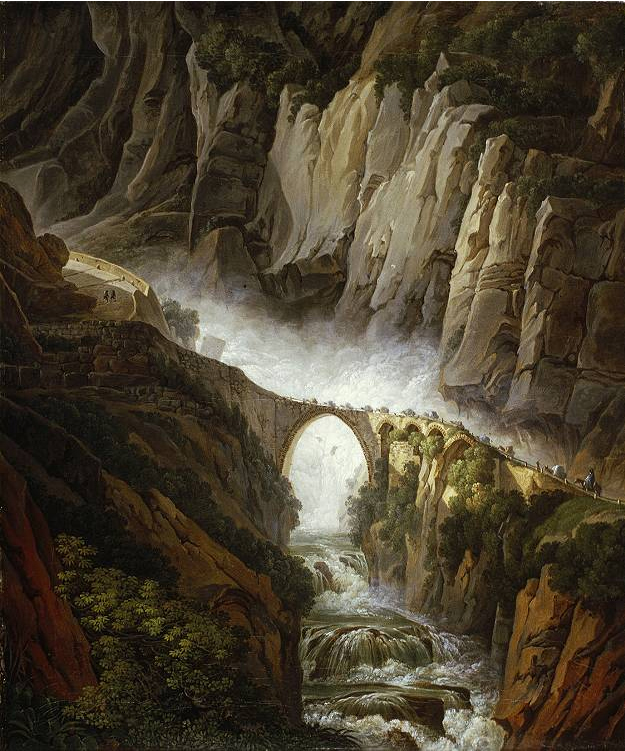
Ördög-híd, 1824, Peter Birmann akvarellje
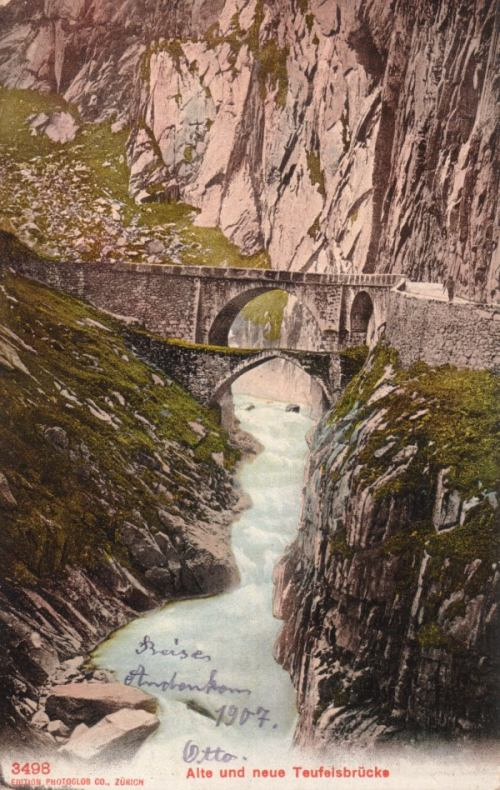
Ördög-hidak egy régi képeslapon
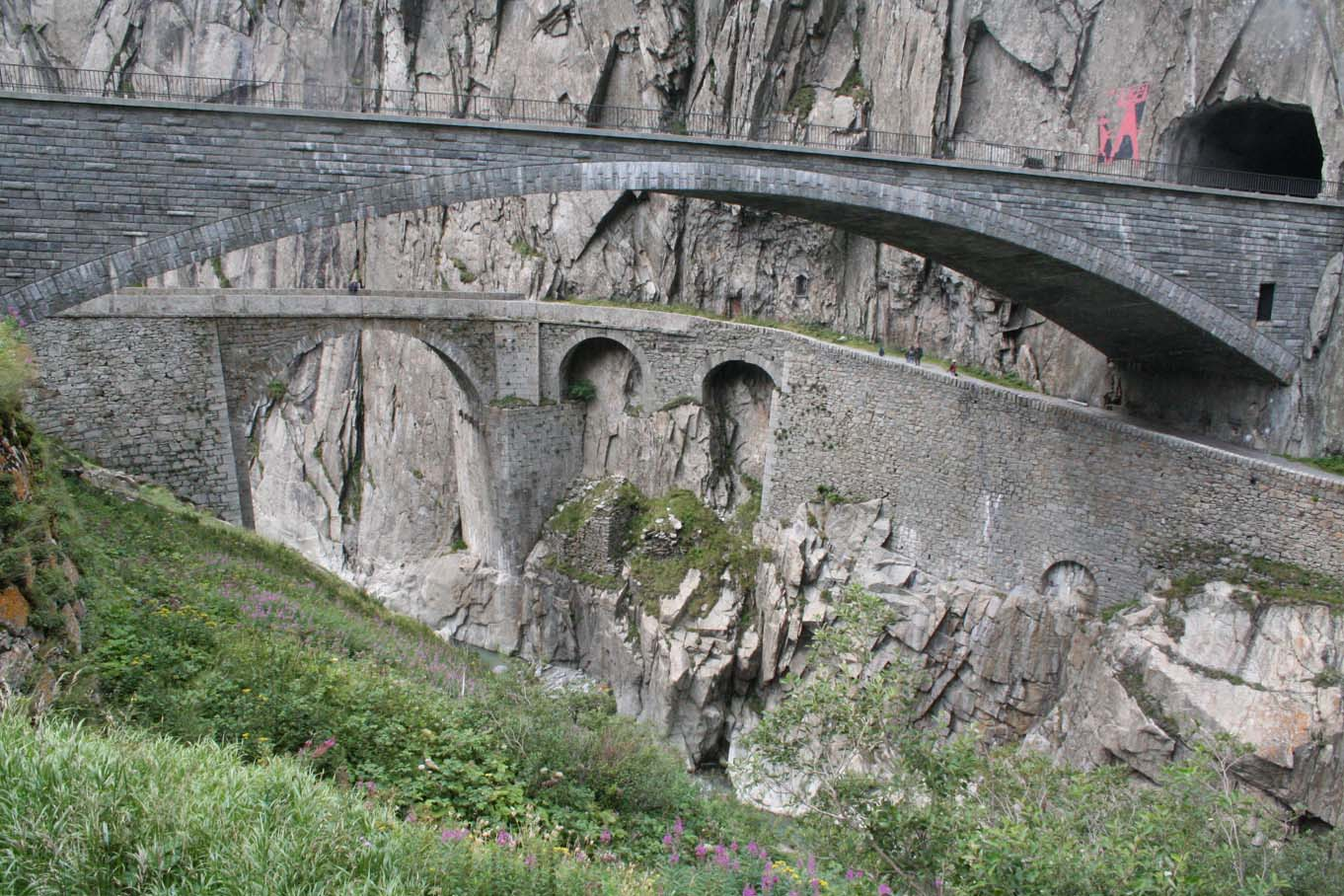
A második Ördög-híd (hátul) és a harmadik Ördög-híd (elöl) a Schöllenen-szorosban

### Az Ördög-híd mondája
Egy monda szerint a hidat az ördög építette. Az uriaknak mindig beletört a bicskájuk a híd építésébe; a térség vezetője így kiáltott kétségbeesetten: „Építsen hidat az ördög!” ("Do sell der Tyfel e Brigg bue!"). Ahogy ezt kimondta, megjelent az ördög az uri nép előtt és egyezséget ajánlott nekik: segít felépíteni a hidat, de cserébe megkapja annak a lelkét, aki elsőként átkel rajta. Amikor a híd elkészült a furfangos uriak egy kecskebakot hajtottak rá. Az ördög dühében egy hatalmas sziklát hajított a szorosba, hogy szétrombolja a hidat. De egy jámbor asszony keresztet vésett a kőbe, ami az ördögöt annyira megzavarta, hogy elvétette a célt. A szikla a szorosba esett; ezt hívják „Ördögkőnek” (Teufelsstein).
1977-ben a 220 tonna súlyú Ördög-sziklát 127 méterrel eltolták, hogy helyet csináljanak a Gotthárd-autópályának. Az áthelyezés 300 000 svájci frankba került. A népi monda „továbbfejlesztésében” a szikla eltolása az oka számos megmagyarázhatatlan balesetnek a Gotthárd-közúti alagút 17 kilométeres hosszán.

## Fordítás
- Ez a szócikk részben vagy egészben  a   Schöllenen című német Wikipédia-szócikk fordításán alapul.  Az eredeti cikk szerkesztőit annak laptörténete sorolja fel. Ez a jelzés csupán a megfogalmazás eredetét és a szerzői jogokat jelzi, nem szolgál a cikkben szereplő információk forrásmegjelöléseként.